# Camacho bathyplous
Camacho bathyplous är en kräftdjursart som beskrevs av Stebbing 1888. Camacho bathyplous ingår i släktet Camacho och familjen Aoridae. Inga underarter finns listade i Catalogue of Life.